# ATP Tour World Championships 1999
L'ATP Tour World Championships 1999 è stato un torneo di tennis giocato sul cemento indoor. 
È stata la 30ª edizione del torneo di singolare di fine anno la 26ª del e torneo di doppio di fine anno
ed era parte dell'ATP Tour 1999. 
Il torneo di singolare si è giocato all'EXPO 2000 Tennis Dome di Hannover in Germania, 
dal 23 al 28 novembre 1999.
Il torneo di doppio si è disputato all'Hartford Civic Center di Hartford (Connecticut) negli USA,
dal 17 al 21 novembre 1999.

## Campioni

### Singolare
Pete Sampras ha battuto in finale  Andre Agassi, 6–1, 7–5, 6–4

### Doppio
Sébastien Lareau /  Alex O'Brien hanno battuto in finale  Mahesh Bhupathi /  Leander Paes, 6–3, 6–2, 6–2